# Jüdischer Friedhof (Herxheim bei Landau/Pfalz)
Der Jüdische Friedhof von Herxheim bei Landau/Pfalz liegt kurz hinter der Siedlungsgebiet der Ortsgemeinde an der Landesstraße 493, die von Herxheim nach Hördt führt. Er wurde um 1879 angelegt und 1936 zum letzten Mal genutzt. Es ist heute in eine Parkanlage eingebunden und ein Gedenkstein erinnert an den ehemaligen Friedhof.

## Geschichte
Belege für jüdische Einwohner Herxheims finden sich seit dem Ende des 17. Jahrhunderts. 1720 sind zwei jüdische Familien erwähnt, 1848 waren es 36 Familien mit 162 Personen. Im Jahr 1842 wurde die neu erbaute Synagoge der Gemeinde eingeweiht. Es gab eine Schule und eine Mikwe. Während der Novemberpogrome 1938 wurde die Synagoge von den Nationalsozialisten geschändet und zerstört, später von der Gemeinde Herxheim abgerissen. Im Jahr 1939 hatten alle Juden Herxheim verlassen. Nach 1945 wurde das Friedhofsgrundstück als Parkanlage gestaltet und ein Gedenkstein aufgestellt.
Der Jüdische Friedhof Herxheim entstand 1879 als letzter von vier neuen Begräbnisplätzen in der Region, nachdem wegen Platzmangels auf den beiden Jüdischen Friedhöfen in der Gemeinde Essingen 1825 die Neuanlage Jüdischer Friedhöfe in der Region geplant worden war. In der Zeit vor und nach dem Ersten Weltkrieg wanderten viele jüdische Herxheimer Bürger ab, so dass nach dem Krieg nur noch 20 jüdische Personen im Ort wohnten. Im Januar 1936 wurde Eva Rosenthal als letzte Verstorbene auf dem Friedhof beigesetzt.